# Каплан, Джефф
Джефф Капла́н (англ. Jeff Kaplan, полное имя — Дже́ффри Капла́н, Jeffrey Kaplan) — американский геймдизайнер, с 2002 года по 2021 год — вице-президент Blizzard Entertainment. Известен своей работой над World of Warcraft и ролью ведущего геймдизайнера Overwatch.

## Биография
Каплан родился в Нью-Джерси, но вырос в Ла-Каньяда-Флинтридже. Ещё в школьные годы он был заядлым компьютерным игроком, в том числе — большим любителем квестов компании Infocom, однако, не обладая навыками программирования, он никогда не задумывался о карьере в индустрии компьютерных игр. Изначально он хотел получить образование в киноиндустрии, но в конечном счёте получил учёную степень по креативному письму в Университете Южной Калифорнии. После стажировки в Universal Pictures, он решил получить степень по креативному письму в Нью-Йоркском университете. Далее он работал в бизнесе своего отца, в свободное время занимаясь литературой и пытаясь добиться публикации своих произведений. В течение нескольких лет он безуспешно пытался опубликовать свои рассказы, иногда получая по 170 отказов в год. В 2000 году он решил бросить литературу и начал тратить своё свободное время на компьютерные игры, попутно играясь с редакторами карт таких игр, как Duke Nukem 3D и Half-Life.
Вскоре Каплан присоединился к массовой многопользовательской онлайн-игре Everquest. Под ником «Tigole» он вступил в гильдию «Legacy of Steel» и быстро стал известными игроком за свои игровые достижения и комментарии об игре, публикуемые на веб-сайте гильдии. Он выставил на обсуждение некоторые из своих попыток создания карт, что привлекло внимание главы гильдии, Роба Пардо, который в это время являлся ведущим геймдизайнером Warcraft III в Blizzard. Каплан подозревал, что некоторые из его согильдийцев работают в Blizzard, но не осознавал важность кампании на тот момент. В районе 2001 года Пардо пригласил Каплана посетить офисы Blizzard в Лос-Анджелесе. В процессе визита Каплан был представлен нескольким другим согильдийцам из Blizzard, и они показали ему готовящийся к анонсу проект World of Warcraft (WoW), над которым они на тот момент работали. За последующие несколько месяцев было проведено несколько аналогичных встреч. Позднее, после анонса World of Warcraft, Пардо предложил Каплану рассмотреть последнюю опубликованную вакансию дизайнера квестов для WoW. Каплан осознал, что описание вакансии было специально подогнано под его биографию, а его предыдущие визиты в офисы были неформальным собеседованием. Джефф принял предложение и присоединился к Blizzard в мае 2002 года.
Первой работой Каплана в Blizzard было обеспечение качества в Warcraft III: Reign of Chaos за несколько недель до его выпуска. После выхода Warcraft III, он присоединился к команде World of Warcraft в качестве одного из первых двух дизайнеров квестов вместе с Патом Нейглом и работал рядом с креативным директором игры Крисом Метценом. Работа Каплана была сфокусирована на элементах PvE, включая разработку квестов и продумывания общей эстетики подземелий и рейдов; сам он описал свою позицию как «посредника» между творческими идеями Метцена и программистами и художниками из команды дизайна уровней. В конечном счёте Каплан был назначен руководителем проекта WoW, вместе с Томом Чилтоном и Алленом Браком.
В феврале 2009 года Каплан объявил, что покидает пост руководителя проекта WoW и переключается на новую, не анонсированную ММО от Blizzard, которой в дальнейшем оказалась Titan. Каплан решил переключиться на новый проект, надеясь создать что-то настолько же успешное, как и World of Warcraft, одновременно беспокоясь по поводу того, насколько долго продлится популярность WoW. Titan задумывался в качестве амбициозного классового шутера, однако проект пережил длительный и трудный период разработки, а получившийся геймплей Каплан назвал «очень загромождённым и обескураживающим». В сентябре 2014 года было официально объявлено о закрытии проекта, хотя фактическая разработка игры была прекращена ещё в 2013 году.
Все кроме 40 членов команды разработки Titan были переназначены на другие проекты, а перед оставшимися, включая Каплана и Метцена, была поставлена задача за несколько недель придумать новую идею развития проекта. Команда, возглавляемая Капланом и Метценом, взяла игровой процесс и творческие наработки Titan и приступила к созданию командного шутера, которым стал Overwatch. Проект был одобрен Blizzard; Каплан стал в нём руководителем, а Метцен — креативным директором. Overwatch стал крайне успешным для Blizzard проектом, принеся более одного миллиарда долларов дохода за первый год и набрав более 30 миллионов игроков по всему миру. Взяв пример с руководителя Hearthstone Бена Броуда, Каплан стал лицом Blizzard в продвижении и взаимодействии с фанатами Overwatch; он регулярно участвует в дискуссиях об Overwatch на веб-форумах и снимает видео, в которых рассказывает о разработке игры и будущих изменениях.
20 апреля 2021 года компания Blizzard объявила, что после девятнадцати лет работы Каплан покидает компанию. Обязанности руководителя Overwatch возьмёт на себя Аарон Келлер.

## Игры
| Год  | Название                                  | Роль                               |
| ---- | ----------------------------------------- | ---------------------------------- |
| 2002 | Warcraft III: Reign of Chaos              | геймдизайнер                       |
| 2004 | World of Warcraft                         | геймдизайнер, руководитель         |
| 2007 | World of Warcraft: The Burning Crusade    | геймдизайнер                       |
| 2008 | World of Warcraft: Wrath of the Lich King | геймдизайнер                       |
| 2013 | Titan (отменена)                          | геймдизайнер                       |
| 2016 | Overwatch                                 | ведущий геймдизайнер, руководитель |